# Trichogramma semblidis
Trichogramma semblidis är en stekelart som först beskrevs av Aurivillius 1898.  Trichogramma semblidis ingår i släktet Trichogramma och familjen hårstrimsteklar. Arten är reproducerande i Sverige. Inga underarter finns listade i Catalogue of Life.